# Unitat de Policia Adscrita a la Comunitat Autònoma d'Aragó

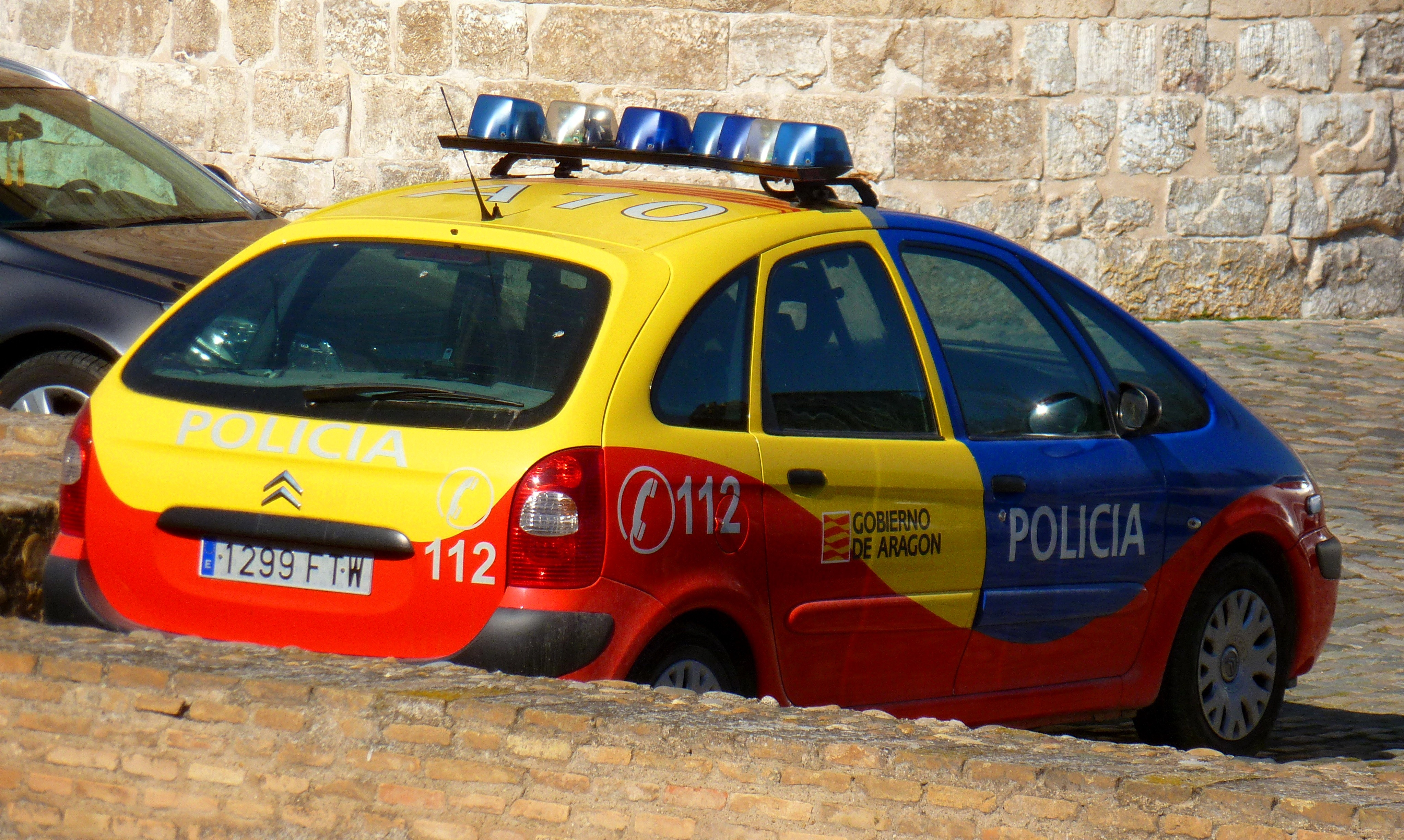
Citroën Xsara Picasso de la Unitat del Cos Nacional de Policia Adscrita a la Comunitat Autònoma d'Aragó.

La Unitat del Cos Nacional de Policia adscrita a la Comunitat Autònoma d'Aragó és una unitat de Policia que pertany orgànicament al Cos Nacional de Policia d'Espanya i que està assignada a la Comunitat Autònoma d'Aragó. No és per tant una Policia autonòmica com en els casos dels Mossos d'Esquadra, l'Ertzaintza, la Policia Foral de Navarra o la Policia Canària. Va entrar en funcionament al maig de 2005.
Les seves missions són la custòdia d'edificis pertanyents a la Comunitat Autònoma, l'escorta de personalitats, la coordinació i control de les funcions de seguretat assignades a les empreses de seguretat privada i la inspecció i control del joc.
Els uniformes de la unitat adscrita són idèntics a la resta de policies del cos nacional, encara que porten insígnies distintives d'Aragó: un emblema amb el logotip institucional de la Diputació General d'Aragó en el braç dret i l'escudo en la gorra. Els deu vehicles que posseeixen també són de diferents colors als del cos nacional.